# Bungarimba
Bungarimba är ett släkte av måreväxter. Bungarimba ingår i familjen måreväxter.
Kladogram enligt Catalogue of Life:
| Bungarimba | \| \| Bungarimba kahayanensis \| \| \| \| \| \| Bungarimba papuana \| \| \| \| \| \| Bungarimba ridsdalei \| \| \| \| \| \| Bungarimba sessiliflora \| \| \| \| |
|            | \| \| Bungarimba kahayanensis \| \| \| \| \| \| Bungarimba papuana \| \| \| \| \| \| Bungarimba ridsdalei \| \| \| \| \| \| Bungarimba sessiliflora \| \| \| \| |
|            | Bungarimba kahayanensis |
|            | |
|            | Bungarimba papuana |
|            | |
|            | Bungarimba ridsdalei |
|            | |
|            | Bungarimba sessiliflora |
|            | |